# Rättsfall från hovrätterna
Rättsfall från hovrätterna (RH) är beteckningen på en samling av rättsfallsreferat från Sveriges hovrätter som utges i tryckt form. RH finns också tillgängligt i elektronisk form i juridiska databaser.
Denna utgivning omfattar inte alla avgöranden (domar och beslut) från hovrätterna, utan endast ett urval avgöranden av större intresse. Avgörandena återges i lätt anonymiserad form, med initialer istället för fullständiga namn på parterna. Domar från hovrätterna är i sig inte prejudicerande, till skillnad från Högsta domstolens domar. Anledningen till att vissa viktiga avgöranden från hovrätterna refereras i RH är att det ibland saknas prejudikat, och därför kan avgöranden från hovrätten vara av värde för att skapa en enhetlig rättstillämpning.
De rättsfall som utges på detta sätt anges i juridisk litteratur på formen RH 1999:12 (den tolfte domen år 1999).

## Exempel
Svea hovrätt har i RH 2001:2 avhandlat frågan om aberratio ictus. Då det inte finns motsvarande domar från Högsta domstolen är detta avgörande av värde, både i rättstillämpningen som i forskningen.